# Dorcadion jakovleviellum
Dorcadion jakovleviellum är en skalbaggsart som beskrevs av Plavilstshikov 1951. Dorcadion jakovleviellum ingår i släktet Dorcadion och familjen långhorningar. Inga underarter finns listade i Catalogue of Life.